# Nagayama Kunio
Kunio Nagayama (sinh ngày 16 tháng 9 năm 1970) là một cầu thủ bóng đá người Nhật Bản.

## Sự nghiệp câu lạc bộ
Kunio Nagayama đã từng chơi cho Yokohama F. Marinos.

## Thống kê câu lạc bộ

### J.League
| Đội                 | Năm       | J.League | J.League | J.League Cup | J.League Cup | Tổng cộng | Tổng cộng |
| Đội                 | Năm       | Trận     | Bàn      | Trận         | Bàn          | Trận      | Bàn       |
| ------------------- | --------- | -------- | -------- | ------------ | ------------ | --------- | --------- |
| Yokohama Marinos    | 1992      | -        | -        | 5            | 0            | 5         | 0         |
| Yokohama Marinos    | 1993      | 16       | 0        | 5            | 0            | 21        | 0         |
| Yokohama Marinos    | 1994      | 22       | 0        | 0            | 0            | 22        | 0         |
| Yokohama Marinos    | 1995      | 0        | 0        | -            | -            | 0         | 0         |
| Yokohama Marinos    | 1996      | 16       | 0        | 8            | 1            | 24        | 1         |
| Yokohama Marinos    | 1997      | 18       | 1        | 2            | 0            | 20        | 1         |
| Yokohama Marinos    | 1998      | 0        | 0        | 0            | 0            | 0         | 0         |
| Yokohama F. Marinos | 1999      | 11       | 1        | 4            | 0            | 15        | 1         |
| Yokohama F. Marinos | 2000      | 24       | 2        | 6            | 0            | 30        | 2         |
| Yokohama F. Marinos | 2001      | 20       | 1        | 9            | 0            | 29        | 1         |
| Yokohama F. Marinos | 2002      | 18       | 0        | 6            | 0            | 24        | 0         |
| Yokohama F. Marinos | 2003      | 8        | 0        | 5            | 0            | 13        | 0         |
| Tổng cộng           | Tổng cộng | 153      | 5        | 50           | 1            | 203       | 6         |